# Laércio Vasconcelos
Laércio Vasconcelos (23 de julho de 1960 – Rio de Janeiro, 14 de outubro de 2024) foi um engenheiro eletrônico brasileiro.

## Biografia
Formado em 1983 pelo Instituto Militar de Engenharia (IME), possui pós-graduação e extensão em eletrônica e informática no IME, PUC-RJ e Universidade da Califórnia, San Diego. Trabalhou com projetos de placas e software básico (BIOS e utilitários em assembly). Fundou sua empresa Laércio Vasconcelos Computação em 1990 para ministrar cursos de hardware (montagem, manutenção, upgrade, redes) tendo escrito 49 livros de informática, sendo também colaborador e consultor de diversos jornais e revistas especializados em informática. Realiza cursos à distância de rede, manutenção e montagem de computadores. 

## Obras
- Pentium Expert
- Como Cuidar Bem do Seu Micro
- 500 Dicas e Macetes para Pc Volume I
- Como Comprar um Micro sem Ser Enganado
- Como Montar, Configurar e Expandir Seu Pc486
- Configurando o Seu Pc para Jogos
- Ibm Pc: Dicas e Macetes de Software
- Ibm Pc: Dicas e Macetes de Software 2
- Windows 95 Expert
- Upgrade Expert - Volume 1
- Upgrade Expert - Volume 2
- Como Montar e Configurar Sua Rede de Pcs - Rápido e Fácil
- Montagem e Configuração de Pcs - Passo a Passo
- Introdução a Multimidia
- O Manual de Manutenção de Pcs
- Montagem, Configuração e Expansão de Pcs Rápido e Fácil
- Performance Expert
- Performance Expert - para Pcs pentium, 586 e 486
- Canções de Guerra Com Gritos de Amor (1991/poesia)
- Hardware Avançado vol 2 Como montar, configurar e expandir seu PC 486
- Pc Ideal
- Microsoft Windows Xp Profissional e Home
- Pc para Principiantes
- Resolvendo Problemas no Seu Pc (Passo a Passo)
- Manual de Manutenção e Expansão de Pcs
- Dicas para Usar Melhor Seu Micro
- Multimidia nos Pcs Modernos
- Transforme 486 Em Pentium
- Como Ter Mais MHz, MB e GB no seu PC Gastando Pouco
- Como Fazer Expansões de Hardware no Seu Pc
- Conserte Você Mesmo Seu Pc - Rápido e Fácil
- Hardware na Prática 3ª Edição, 716 páginas, Série Profissional
- Manutenção de Micros na Prática 2a Edição
- Manual Prático de Redes
- Montagem e Configuração de Micros 2ª Edição
- Consertando Micros 2ª Edição
- Dicas para usar melhor o seu Micro, Mais de 400 Dicas Super Úteis

- Ligando Micros em Rede, 244 páginas
- O Algebrista
- Matemática para vencer